# Cocanha

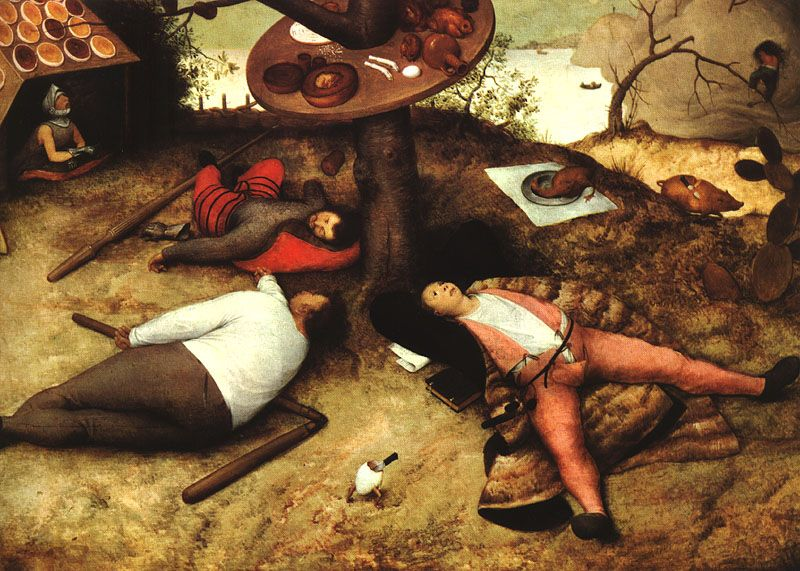
A Cocanha, retratada pelo pintor Pieter Brueghel.

A Cocanha é uma terra de abundância na mitologia medieval, um lugar imaginário de luxo e facilidade, conforto e prazer, oposto à dureza da vida camponesa medieval. Nesta terra a fartura era infinita. Não havia trabalho e o alimento era abundante (do céu choviam queijos), as lojas ofereciam os seus produtos de graça, as casas eram feitas de cevada ou doces, havia liberdade sexual, o clima era sempre agradável, o vinho nunca terminava e todos permaneciam jovens para sempre.
Foi um "sonho camponês medieval, oferecendo alívio do trabalho árduo e da luta diária por comida escassa".
A Cocanha apareceu frequentemente na poesia goliarda. Representava tanto o cumprimento de desejos quanto o ressentimento pela escassez e pelo ascetismo cristão.
Como conta Pozenato, ali "chovem pérolas e diamantes, mas podem chover também raviólis. Em direção ao porto, denominado Porto dos Ociosos, navegam embarcações carregadas de especiarias, mortadelas, toda a sorte de embutidos e presuntos. Rios de vinho grego são atravessados por pontes de fatias de melão, lagos de molhos soberbos estão coalhados de polpette e fegatelli. Fornadas permanentes de pão de farinha de trigo abastecem os habitantes do lugar. Aves assadas despencam do céu, direto sobre a mesa, enquanto as árvores cobrem-se de frutos nos doze meses do ano. As vacas parem um vitelo ao mês e os arreios dos cavalos são de ouro, mas as rédeas são linguiças".
Registado a partir da tradição oral, o Conto de Cocanha do século XIII contém duzentos versos octossílabos e conta a história da viagem de um autor anónimo num país imaginário.
O País da Cocanha, ou Cocagne, foi retratado pelo pintor Pieter Bruegel na sua obra Luilekkerland (1567).
Cocanha, segundo o critério de alguns analistas do comportamento social, também representou um símbolo para a cultura hippie nos anos finais da década de 60, um lugar onde todos os desejos seriam instantaneamente gratificados.[carece de fontes?]

## Etimologia
Segundo Le Goff (2009), a etimologia da palavra é desconhecida. O termo surgiu em francês, Cocagne, Coquaigne, logo traduzido em inglês, Cokaygne ou Cockaigne, em italiano Cuccagna, em espanhol Cucaña. Em alemão é adotado um termo que também é de origem desconhecida: Schlaraffenland.
O nome da droga cocaína não está relacionado: foi nomeado em 1860 por Albert Niemann a partir do nome da planta coca (Erythroxylum coca) e o sufixo -ina usado para formar termos químicos.